# Gran Premio de Francia de Motociclismo de 1975
El Gran Premio de Francia de Motociclismo de 1975 fue la primera prueba de la temporada 1975 del Campeonato Mundial de Motociclismo. El Gran Premio se disputó el 30 de marzo de 1975 en el Circuito Paul Ricard de Le Castelet.

## Resultados 500cc
En la categoría reina, se reunía por vez primera desde 1967 a todas las grandes marcas. En la parrilla de salida, el finlandés Teuvo Länsivuori ocupaba el primer puesto, tras pulverizar en los entrenamientos el récord. Sin embargo, Giacomo Agostini pasó en cabeza en la primera de las 22 vueltas de la carrera seguido del japonés Hideo Kanaya mientras que el finés tuvo que retirarse. Las Yamaha transitaron en cabeza disputándose la victoria que cayó del lado de Ago por tan solo medio segundo.
| Pos.    | Piloto               | Moto            | Tiempo     | Pts. |
| ------- | -------------------- | --------------- | ---------- | ---- |
| 1       | Giacomo Agostini     | Yamaha          | 50' 09" 8  | 15   |
| 2       | Hideo Kanaya         | Yamaha          | +0" 5      | 12   |
| 3       | Phil Read            | MV Agusta       | +29" 2     | 10   |
| 4       | Armando Toracca      | MV Agusta       | +30" 6     | 8    |
| 5       | Patrick Pons         | Sonauto-Yamaha  | +1' 36" 3  | 6    |
| 6       | Peter McKinley       | Yamaha          | +1' 49" 8  | 5    |
| 7       | Michel Rougerie      | Harley Davidson | +1' 54" 1  | 4    |
| 8       | Karl Auer            | Yamaha          | +1' 55" 2  | 3    |
| 9       | Alex George          | Yamaha          | +1' 55" 4  | 2    |
| 10      | Kjell Solberg        | Yamaha          | +2' 02" 8  | 1    |
| 11      | Marcel Ankoné        | Suzuki          | +1 vuelta  |      |
| 12      | Eduardo Celso-Santos | Yamaha          | +1 vuelta  |      |
| 13      | Helmut Kassner       | Yamaha          | +1 vuelta  |      |
| 14      | Steve Ellis          | Yamaha          | +1 vuelta  |      |
| 15      | Christian Bourgeois  | Yamaha          | +1 vuelta  |      |
| 16      | Florian Bürki        | Yamaha          | +1 vuelta  |      |
| 17      | Les Kenny            | Yamaha          | +1 vuelta  |      |
| 18      | Félix Harzenmoser    | Yamaha          | +1 vuelta  |      |
| 19      | Nico Cereghini       | Suzuki          | +1 vuelta  |      |
| 20      | Walter Kaletsch      | Yamaha          | +2 vueltas |      |
| Ret     | Jean-Paul Boinet     | Yamaha          | Ret        |      |
| Ret     | Teuvo Länsivuori     | Yamaha          | Ret        |      |
| Ret     | Bernd Tüngethal      | Yamaha          | Ret        |      |
| Ret     | John Williams        | Yamaha          | Ret        |      |
| Ret     | Dieter Braun         | Yamaha          | Ret        |      |
| Ret     | Paul Cott            | Yamaha          | Ret        |      |
| Ret     | Reinhard Hiller      | König           | Ret        |      |
| Ret     | Pentti Korhonen      | Yamaha          | Ret        |      |
| Ret     | Jack Findlay         | Yamaha          | Ret        |      |
| Ret     | Pierre Longet        | Yamaha          | Ret        |      |
| Ret     | Gernot Maass         | Rotax           | Ret        |      |
| Ret     | Didier Ravel         | Yamaha          | Ret        |      |
| Ret     | Horst Lahfeld        | König           | Ret        |      |
| Ret     | Guido Mandracci      | Yamaha          | Ret        |      |
| Ret     | Roger Ruiz           | Yamaha          | Ret        |      |
| Ret     | Jaime Samaranch      | Harley-Davidson | Ret        |      |
| DNS     | Ernst Hiller         | König           | DNS        |      |
| DNS     | Rudolph Keller       | Yamaha          | DNS        |      |
| DNS     | Gérard Debrock       | Yamaha          | DNS        |      |
| DNS     | Christian Léon       | Yamaha          | DNS        |      |
| DNQ     | Michael Schmid       | Rotax           | DNQ        |      |
| DNQ     | Hans-Otto Butenuth   | Yamaha          | DNQ        |      |
| DNQ     | Kahri Latinen        | Yamaha          | DNQ        |      |
| DNQ     | Bosse Granath        | Husqvarna       | DNQ        |      |
| DNQ     | Alfred Bajohr        | König           | DNQ        |      |
| DNQ     | Frank Fellmann       | König           | DNQ        |      |
| DNQ     | Jean-Bernard Beyre   | Yamaha          | DNQ        |      |
| DNQ     | Dave Stanley         | Suzuki          | DNQ        |      |
| DNQ     | Werner Schmied       | Rotax           | DNQ        |      |
| DNQ     | Rod Scivyer          | CAT Solo        | DNQ        |      |
| Fuente: |                      |                 |            |      |

## Resultados 350cc
En 350 cc, increíble victoria del debutante Johnny Cecotto por delante del italiano Giacomo Agostini. El venezolano de 19 años, un desconocido hasta hace unos meses, tuvo una formidable lucha con el campeón italiano. El francés Gérard Choukroun acabó tercero muy lejos de la pareja de cabeza.
| Pos. | Piloto                 | Moto             | Tiempo    | Pts. |
| ---- | ---------------------- | ---------------- | --------- | ---- |
| 1    | Johnny Cecotto         | Venemotos-Yamaha | 50' 21" 5 | 15   |
| 2    | Giacomo Agostini       | Yamaha           | +24" 0    | 12   |
| 3    | Gérard Choukroun       | Yamaha           | +57" 0    | 10   |
| 4    | Jean-Louis Guignabodet | Yamaha           | +1' 00" 8 | 8    |
| 5    | Christian Huguet       | Yamaha           | +1' 01" 1 | 6    |
| 6    | Jean-François Baldé    | Yamaha           | +1' 02" 8 | 5    |
| 7    | Pentti Korhonen        | Yamaha           | +1' 28" 1 | 4    |
| 8    | Philippe Bouzanne      | Yamaha           | +1' 31" 2 | 3    |
| 9    | Peter McKinley         | Yamaha           | +1' 33" 3 | 2    |
| 10   | Kjell Solberg          | Yamaha           | +1' 36" 2 | 1    |
| 11   | Rolf Minhoff           | Yamaha           |           |      |
| 12   | Boet van Dulmen        | MZ               |           |      |
| 13   | Jean-Paul Boinet       | Yamaha           |           |      |
| 14   | Hans Stadelmann        | Yamaha           |           |      |
| 15   | John Williams          | Yamaha           |           |      |
| 16   | Jean Luc               | Yamaha           |           |      |
| 17   | Philippe Coulon        | Yamaha           |           |      |
| 18   | Giovanni Proni         | Yamaha           |           |      |
| 19   | Jack Findlay           | Yamaha           |           |      |
| 20   | Helmut Kassner         | Yamaha           |           |      |
| 21   | Roberto Gallina        | Yamaha           |           |      |
| Ret  | Walter Villa           | Harley-Davidson  | Ret       |      |
| Ret  | Eduardo Celso-Santos   | Yamaha           | Ret       |      |
| Ret  | John Dodds             | Yamaha           | Ret       |      |
| Ret  | Rüdi Keller            | Yamaha           | Ret       |      |
| Ret  | Karl Auer              | Yamaha           | Ret       |      |
| Ret  | Hideo Kanaya           | Yamaha           | Ret       |      |
| Ret  | Christian Bourgeois    | Yamaha           | Ret       |      |
| Ret  | Ramón Jiménez          | Yamaha           | Ret       |      |
| Ret  | Dieter Braun           | Yamaha           | Ret       |      |
| Ret  | Bernd Tüngethal        | Yamaha           | Ret       |      |
| Ret  | Tapio Virtanen         | MZ               | Ret       |      |
| Ret  | Chas Mortimer          | Yamaha           | Ret       |      |
| Ret  | André Pogolotti        | Yamaha           | Ret       |      |
| Ret  | Paul Cott              | Yamaha           | Ret       |      |
| Ret  | Nico van der Zanden    | Yamaha           | Ret       |      |
| DNS  | Patrick Pons           | Sonauto-Yamaha   | DNS       |      |
| DNS  | Mario Lega             | Yamaha           | DNS       |      |
| DNS  | Vinicio Salmi          | Yamaha           | DNS       |      |
| DNS  | Gérard Debrock         | Yamaha           | DNS       |      |
| DNQ  | Paolo Tordi            | Yamaha           | DNQ       |      |
| DNQ  | Tom Herron             | Yamaha           | DNQ       |      |
| DNQ  | Alex George            | Yamaha           | DNQ       |      |
| DNQ  | Pekka Nurmi            | Yamaha           | DNQ       |      |
| DNQ  | Guido Mandracci        | Yamaha           | DNQ       |      |
| DNQ  | Marcel Ankoné          | Yamsel           | DNQ       |      |
| DNQ  | Bo Granath             | Yamaha           | DNQ       |      |
| DNQ  | Víctor Palomo          | Yamaha           | DNQ       |      |
| DNQ  | Olivier Chevallier     | Yamaha           | DNQ       |      |
| DNQ  | Eero Hyvärinen         | Yamaha           | DNQ       |      |
| DNQ  | Steve Ellis            | Yamaha           | DNQ       |      |
| DNQ  | Michael Schmid         | Yamaha           | DNQ       |      |
| DNQ  | Jean-Philippe Orban    | Yamaha           | DNQ       |      |

## Resultados 250cc
En el cuarto de litro, Johnny Cecotto completa su debut soñada con una doble victoria también en esta cilindrada. El venezolano cedió ante el japonés Ikujiro Takai, otro debutante, el mando de la carrera. Los dos hombres se enzarzaron en un tremendo duelo, batiendo y rebatiendo el récord de la vuelta a más de 150 km por hora. En la última vuelta, Cecotto pasó a su gran rival y se adjudicó la victoria.
| Pos. | Piloto                 | Moto             | Tiempo    | Pts. |
| ---- | ---------------------- | ---------------- | --------- | ---- |
| 1    | Johnny Cecotto         | Venemotos-Yamaha | 51' 07" 1 | 15   |
| 2    | Ikujiro Takai          | Yamaha           | +2" 2     | 12   |
| 3    | Michel Rougerie        | Harley Davidson  | +1' 27" 4 | 10   |
| 4    | Patrick Pons           | Sonauto-Yamaha   | +1' 43" 8 | 8    |
| 5    | Leif Gustafsson        | Yamaha           | +1' 50" 2 | 6    |
| 6    | Gérard Choukroun       | Yamaha           | +2' 01" 1 | 5    |
| 7    | Chas Mortimer          | Maxton-Yamaha    | +2' 09" 0 | 4    |
| 8    | Tapio Virtanen         | MZ               | +2' 11" 8 | 3    |
| 9    | Tom Herron             | Yamaha           | +2' 21" 6 | 2    |
| 10   | Philippe Bouzanne      | Yamaha           | +2' 22" 8 | 1    |
| 11   | Jean-François Baldé    | Maxton-Yamaha    |           |      |
| 12   | Jussi Rantanen         | Yamaha           |           |      |
| 13   | Paolo Tordi            | Yamaha           |           |      |
| 14   | Jean-Louis Guignabodet | Yamaha           |           |      |
| 15   | Christian Huguet       | Yamaha           |           |      |
| 16   | Rolf Minhoff           | Yamaha           |           |      |
| 17   | Edmar Ferreira         | Yamaha           |           |      |
| 18   | Philippe Michel        | Yamaha           |           |      |
| 19   | Hubert Rigal           | Yamaha           |           |      |
| 20   | Félix Vanoverschelde   | Yamaha           |           |      |
| 21   | René Hordelalay        | Yamaha           |           |      |
| 22   | Bob Coulter            | Yamaha           |           |      |
| 23   | Mario Lega             | Yamaha           |           |      |
| Ret  | Leo Bovee              | Yamaha           | Ret       |      |
| Ret  | Boet van Dulmen        | MZ               | Ret       |      |
| Ret  | Walter Villa           | Harley-Davidson  | Ret       |      |
| Ret  | Horst Lahfeld          | Yamaha           | Ret       |      |
| Ret  | Gilles Husson          | Yamaha           | Ret       |      |
| Ret  | Ramón Jiménez          | Yamaha           | Ret       |      |
| Ret  | Bernard Sailler        | Yamaha           | Ret       |      |
| Ret  | Hans Hallberg          | Yamaha           | Ret       |      |
| Ret  | Alain Terras           | Yamaha           | Ret       |      |
| Ret  | Dieter Braun           | Yamaha           | Ret       |      |
| DNS  | Bruno Kneubühler       | Yamaha           | DNS       |      |
| DNQ  | Patrick Fernandez      | Yamaha           | DNQ       |      |
| DNQ  | Christian Estrosi      | Yamaha           | DNQ       |      |
| DNQ  | Harald Bartol          | Yamaha           | DNQ       |      |
| DNQ  | Hervé Guilleux         | Harley-Davidson  | DNQ       |      |
| DNQ  | Fosco Giansanti        | Yamaha           | DNQ       |      |
| DNQ  | Pete McKinley          | Yamaha           | DNQ       |      |
| DNQ  | Jean-Philippe Orban    | Yamaha           | DNQ       |      |
| DNQ  | Hans Müller            | Yamaha           | DNQ       |      |
| DNQ  | Armando Toracca        | Harley-Davidson  | DNQ       |      |
| DNQ  | Vic Soussan            | Yamaha           | DNQ       |      |
| DNQ  | János Drapál           | Yamaha           | DNQ       |      |
| DNQ  | Stefan Dörflinger      | Yamaha           | DNQ       |      |
| DNQ  | John Dodds             | Yamaha           | DNQ       |      |
| DNQ  | Bernard Fau            | Yamaha           | DNQ       |      |
| DNQ  | Roberto Gallina        | Yamaha           | DNQ       |      |
| DNQ  | Eric Offenstadt        | SMAC-Yamaha      | DNQ       |      |
| DNQ  | Alan North             | Yamaha           | DNQ       |      |
| DNQ  | Jon Ekerold            | Yamaha           | DNQ       |      |
| DNQ  | Philippe Coulon        | Yamaha           | DNQ       |      |
| DNQ  | Víctor Palomo          | Yamaha           | DNQ       |      |
| DNQ  | Jaime Samaranch        | Yamaha           | DNQ       |      |
| DNQ  | Harald Bartol          | Yamaha           | DNQ       |      |
| DNQ  | Thierry Tchernine      | Yamaha           | DNQ       |      |
| DNQ  | Christian Estrosi      | Yamaha           | DNQ       |      |
| DNQ  | Bill Henderson         | Yamaha           | DNQ       |      |
| DNQ  | Otello Buscherini      | Malanca          | DNQ       |      |
| DNQ  | Paolo Pileri           | Yamaha           | DNQ       |      |
| DNQ  | Nico van der Zanden    | Yamaha           | DNQ       |      |
| DNQ  | Rolf Thiele            | Yamaha           | DNQ       |      |
| DNQ  | Olivier Chevallier     | Yamaha           | DNQ       |      |
| DNQ  | Christian Léon         | Yamaha           | DNQ       |      |

## Resultados 125cc
En la cilindrada del octavo de litro, el campeón de 1974, Kent Andersson fue primero seguido de su compatriota Leif Gustafsson, mientras en el tercer puesto se situó el italiano Paolo Pileri. Los pilotos escandinavos dominaron cómodamente desde la primera vuelta, alternándose en la cabeza de la carrera sin ser inquietados por el resto de los participantes.
| Pos. | Piloto                 | Moto       | Tiempo     | Pts. |
| ---- | ---------------------- | ---------- | ---------- | ---- |
| 1    | Kent Andersson         | Yamaha     | 46' 16" 2  | 15   |
| 2    | Leif Gustafsson        | Yamaha     | +4" 6      | 12   |
| 3    | Paolo Pileri           | Morbidelli | +23" 8     | 10   |
| 4    | Eugenio Lazzarini      | Piovaticci | +40" 0     | 8    |
| 5    | Harald Bartol          | Suzuki     | +58" 0     | 6    |
| 6    | Maurice Maingret       | Yamaha     | +2' 01" 5  | 5    |
| 7    | Hans Hallberg          | Yamaha     | +2' 16" 6  | 4    |
| 8    | Peter Frohnmeyer       | Maico      | +2' 17" 8  | 3    |
| 9    | Vincenzo Novella       | Yamaha     | +2' 18" 6  | 2    |
| 10   | Xavier Tschannen       | Maico      | +2' 19" 1  | 1    |
| 11   | Johann Zemsauer        | Rotax      |            |      |
| 12   | Rolf Thiele            | Maico      |            |      |
| 13   | Per Zachrisson         | Yamaha     | +1 vuelta  |      |
| 14   | Matti Kinnunen         | Maico      | +1 vuelta  |      |
| 15   | François Granon        | Maico      | +1 vuelta  |      |
| 16   | Pentti Salonen         | Yamaha     | +1 vuelta  |      |
| 17   | Hans Müller            | Yamaha     | +1 vuelta  |      |
| 18   | Vincent Gouy           | Yamaha     | +1 vuelta  |      |
| 19   | Gianni Ribuffo         | Yamaha     | +1 vuelta  |      |
| 20   | Jacky Hutteau          | Yamaha     | +1 vuelta  |      |
| 21   | Christian Fresquet     | Maico      | +1 vuelta  |      |
| 22   | Christopher Kingsland  | Maico      | +1 vuelta  |      |
| 23   | Michel Baloche         | Motobécane | +4 vueltas |      |
| Ret  | Leo Bovee              | Yamaha     | Ret        |      |
| Ret  | Pier Paolo Bianchi     | Morbidelli | Ret        |      |
| Ret  | Thierry Tchernine      | Yamaha     | Ret        |      |
| Ret  | Kari Lathinen          | Yamaha     | Ret        |      |
| Ret  | Bruno Kneubühler       | Yamaha     | Ret        |      |
| Ret  | Bob Coulter            | Yamaha     | Ret        |      |
| Ret  | Horst Seel             | Maico      | Ret        |      |
| Ret  | Rudolf Weiss           | Yamaha     | Ret        |      |
| Ret  | Werner Schmied         | Rotax      | Ret        |      |
| Ret  | Didier Delente         | Yamaha     | Ret        |      |
| Ret  | Jean-François Lecureux | Yamaha     | Ret        |      |
| Ret  | Thierry Noblesse       | Yamaha     | Ret        |      |
| DNS  | Gert Bender            | Bender     | DNS        |      |
| DNQ  | Günter Schirnhofer     | Suzuki     | DNQ        |      |
| DNQ  | Cees van Dongen        | Yamaha     | DNQ        |      |
| DNQ  | Patrick Fernandez      | Yamaha     | DNQ        |      |
| DNQ  | Otello Buscherini      | Malanca    | DNQ        |      |
| DNQ  | Rolf Minhoff           | Yamaha     | DNQ        |      |
| DNQ  | Olivier Chevallier     | Yamaha     | DNQ        |      |
| DNQ  | Christian Estrosi      | Yamaha     | DNQ        |      |